# Kyan Khojandi
Pour les articles homonymes, voir Khojandi.
Kyan Khojandi, né le 29 août 1982 à Reims (Marne), est un humoriste, acteur, scénariste, producteur, animateur, réalisateur et musicien français, d'origine iranienne. À la suite d'une série de vidéos sur internet, Kyan Khojandi entame une carrière d'humoriste. En septembre 2011, il se fait connaître par le public de Canal+ avec la série télévisée Bref., qu'il crée avec Navo et dont il interprète le rôle principal jusqu'en février 2025 avec la diffusion de la saison 2 sur Disney+,.

## Biographie

### Jeunesse, formation et vie privée
Son père Aziz, iranien, qui exerçait le métier de géologue avant de fuir la révolution iranienne, a dû se reconvertir dans le commerce des tapis à son arrivée en France. Sa mère Marie-Jo, fille d'un peintre italien et d'une femme de ménage allemande, picarde et mélomane, exerçait le métier de juriste. Il a un frère aîné, Keyvan Khojandi né en 1978, qui joue également son frère dans Bref. Sa famille iranienne leur rendait visite régulièrement, ce qui explique pourquoi il parle persan.
Kyan Khojandi entre à l’âge de six ans au conservatoire de musique de Reims où il apprend l'alto pendant douze ans. Depuis cet âge, il a l'oreille absolue.
Après un bac ES obtenu au lycée Clemenceau, il entame des études de droit. Il arrête en maîtrise (ce qui provoque initialement la colère de son père) pour intégrer le Cours Simon à Paris en septembre 2004. Pendant trois ans, il suit une formation de comédien sous la tutelle de Chantal Brière. Il écrit ses premiers textes en 2006, puis enchaîne les scènes ouvertes et les premières parties d'artistes.
D'après Tribu 12, le magazine des communautés juives, « la rencontre avec Christine Giua marque un moment important de sa vie » au moment où il jouait au Théâtre de la Providence. Ils se marient et ont un fils né en juillet 2022,.
Sa mère Marie-Jo Khojandi a tenu un rôle secondaire dans le film Les Nuits de Mashhad (Holy Spider) d'Ali Abbasi, sélectionné pour le festival de Cannes 2022,.

### Débuts sur scène et révélation télévisuelle
Sur scène, il joue de mars 2008 à février 2010 son spectacle intitulé La Bande-annonce de ma vie, mis en scène par Christine Giua. Il joue aussi des sketchs dans l'émission Pliés en 4, puis Yassine Belattar lui donne sa chance dans ses émissions Le Belattar Show et On achève bien l'info sur France 4, qui le révéleront. Il a également fait un sketch dans l'émission Ce soir avec Arthur sur Comédie+, avant d'y venir en tant qu'invité une saison plus tard.
Depuis, il enchaîne les scènes parisiennes (Le Bordel Club) comme new-yorkaises (Le Comic Strip, le Comix Comedy Club (en), Le Stand up New York) pour roder son nouveau spectacle solo. En 2011, il joue tous les mercredis au théâtre de Dix heures accompagné de son coauteur Bruno Muschio.
En 2011, il connaît néanmoins un passage de forte précarité financière, qui le conduira à être brièvement allocataire du RSA. Des années plus tard, il exprimera sa reconnaissance dans des remerciements adressés à la CAF.
Du 29 août 2011 au 12 juillet 2012, il est le personnage central de la mini-série au rythme très rapide Bref., diffusée trois fois par semaine à 20h30 dans l'émission Le Grand Journal de Canal+. Celle-ci connaît un succès très rapide, notamment grâce aux réseaux sociaux (Facebook, Twitter) et à YouTube.
Le 11 novembre 2011 au Bataclan, il a fait une apparition chez O'Gaming où il a réalisé en live un Bref spécial StarCraft II à cette occasion. Le 5 mai 2012 au Grand Rex de Paris, il joue à StarCraft II pour un show match durant le tournoi Iron Squid.
Il apparaît aussi dans l'épisode Quand on est apôtre de Very Bad Blagues, aux côtés de Grégoire Ludig, David Marsais et des humoristes Norman Thavaud et Baptiste Lecaplain. Il y joue le rôle de Judas. Il apparaît également en 2012, sur scène, dans le spectacle de Florence Foresti ainsi que durant le spectacle d'Orelsan au Zénith de Paris, où il interprétera à l'alto le titre La Petite Marchande de Porte-clés.
Il s'invite aussi le temps d'un duo pendant le concert d'Oldelaf au Trianon le 28 avril 2012.
Fan du jeu vidéo StarCraft: Brood War, il participe en décembre 2012 à un tournoi à Lille.
Le même mois, il est le parrain du Montreux Comedy Festival en Suisse et anime son propre gala, diffusé en direct sur RTS Deux et France 4 intitulé « Bref, on est sur scène ! »[réf. souhaitée].

### Passage au cinéma
En 2013, il fait un caméo dans la comédie dramatique générationnelle Casse-tête chinois, de Cédric Klapisch. Mais c'est l'année d'après qu'il décroche un véritable rôle : il donne en effet la réplique à Ludivine Sagnier dans le film familial Lou ! Journal infime, adaptation homonyme de la bande dessinée signée Julien Neel.
Parallèlement, il continue à roder son one-man-show sur des scènes de France.
En août 2015, il fait partie de la bande de trentenaires nostalgiques réunis par Rémi Bezançon dans la comédie dramatique Nos futurs. Il joue également le rôle de Vincent Machot dans Rosalie Blum de Julien Rappeneau.
En septembre de la même année, il revient sur Canal + avec une nouvelle série, Bloqués, coécrite avec Bruno Muschio, mais qui met cette fois en scène les rappeurs Orelsan et Gringe, alias les Casseurs Flowters. Cent-vingt épisodes sont diffusés entre la télévision et Internet.
Il reste d'ailleurs associé à l'univers du format court : fin novembre, il participe ainsi à la vidéo hommage Imagine Paris, dans laquelle, avec une trentaine d'autres youtubeurs, il reprend Imagine de John Lennon. En 2016, il participe au film La Folle Histoire de Max et Léon, de Jonathan Barré et du Palmashow.
En octobre 2016, il est à l'origine avec Bruno Muschio et l'acteur Jonathan Cohen du programme Serge le Mytho, une série dérivée de Bloqués.
En avril 2018, il est le maître des cérémonies d'ouverture et de clôture lors du 1er Festival Canneséries.
En 2020, il prête sa voix au documentaire sur l'écologie 2040 de Damon Gameau.
Depuis 2020, sur sa chaîne YouTube, il anime et produit avec Bruno Muschio le podcast Un Bon Moment dans lequel il invite des personnalités liées au domaine de l'humour et du spectacle.
Depuis 2022, il anime sur Canal + et sur youtube sur la chaine de Studio Bagel, l'émission Hot Ones, où il reçoit des invités pour leur poser des questions en mangeant du piment.
En 2023 il participe à la demi-finale de La France a un incroyable talent en tant qu'invité vedette.
Le 14 février 2025, il est à nouveau le personnage principal dans la saison 2 de Bref., la suite de Bref, diffusée cette fois sur Disney+. La saison recoit un accueil critique et public unanime.

## Théâtre

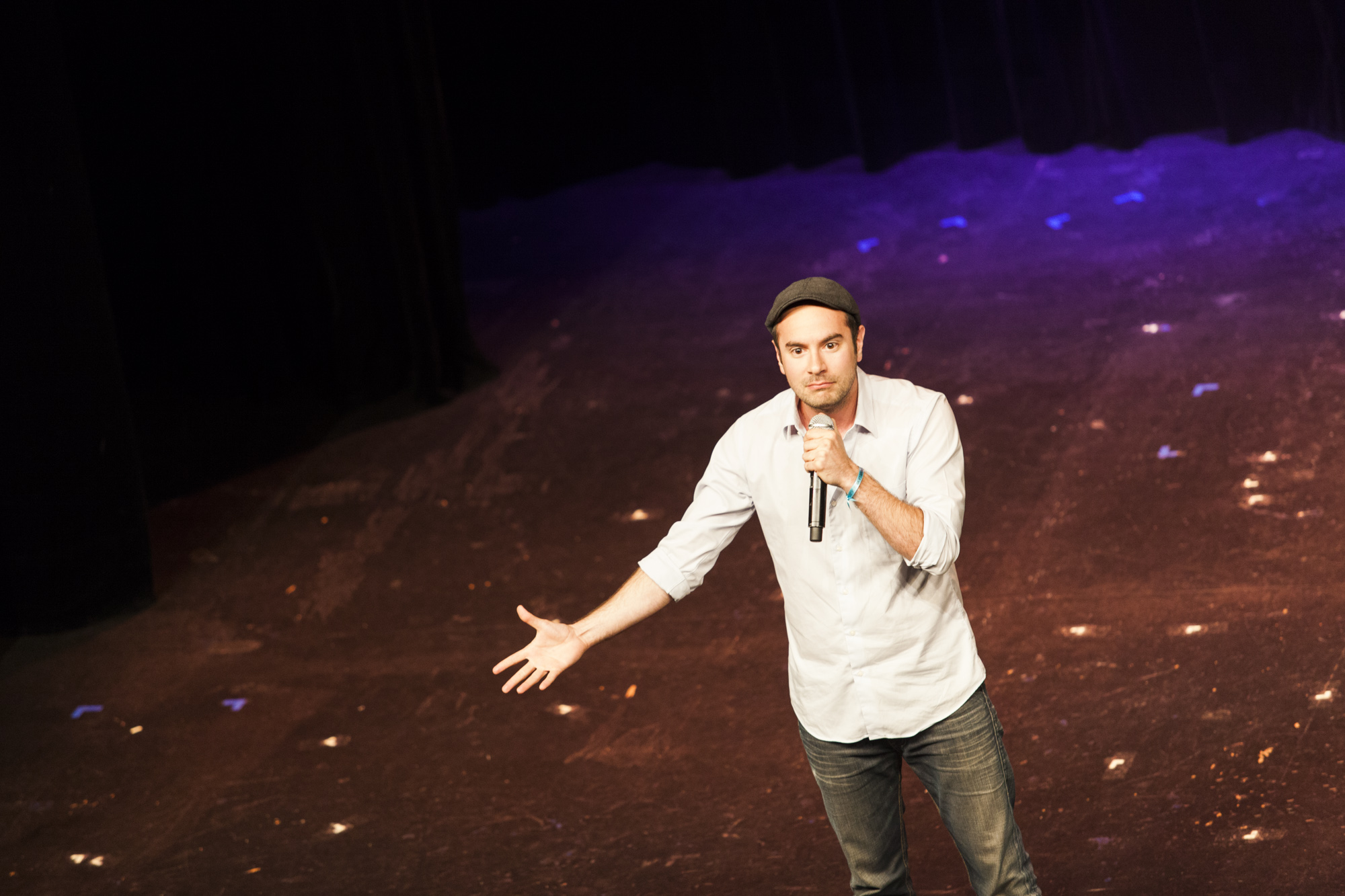
En 2014, au Festival Onze Bouge, au Théâtre du Temple.

- 2011 : Anatole, de Kyan Khojandi et Bruno Muschio, mise en scène François Delaive, Théâtre des Mathurins
- 2011 : Jamais au bon endroit au bon moment, de Greg Romano, mise en scène Kyan Khojandi, Théâtre Montmartre Galabru
- 14 février 2013 : participation à La France a un incroyable talent au second volet du Zapping Amazing à Paris : Kyan Khojandi a joué de l'alto et fait un numéro de breakdance.
- 2016 : Pulsions, de Kyan Khojandi et Bruno Muschio.
- 2019 : Une bonne soirée, de Kyan Khojandi et Bruno Muschio.
- 2022 : 1 h 22 avant la fin, de Matthieu Delaporte, mise en scène de Matthieu Delaporte et Alexandre de La Patellière.

## Filmographie

### Télévision
- 2008 : Palizzi, épisode « Daddy Driver » (2-29) de Serge Hazanavicius
- 2010 : « La série la plus courte du monde »
- 2011 : Very Bad Blagues, épisode « Quand on est Apôtre » (2-51) : Judas
- 2011-2012 : Bref. : « Je »
- 2012 : Palmashow l'émission, apparaît dans le sketch Quand ils font de la pub
- 2015-2016 : Bloqués
- 2016-2017 : Serge le Mytho
- 2017 : Calls : saison 1 épisode 2 : Théo
- 2020 : Les fables d'Odah & Dakho (showrunner)
- 2020 : Cher Journal (producteur)
- 2021 et 2023 : LOL : qui rit, sort ! sur Prime Video : participation (saison 1 et spin-off)
- 2022 : Flippé : Théo (producteur)
- 2023 : Un gars, une fille (au pluriel) sur TF1 : Un gars
- 2025 : Bref.2 : « Je » sur Disney+
- 2025 : F*ckin' Fred : Comme un Léopard (faux documentaire) de Clément Cotentin : lui-même

### Cinéma
- 2013 : Casse-tête chinois, de Cédric Klapisch : Antoine Garceau
- 2014 : Lou ! Journal infime, de Julien Neel : Richard
- 2015 : Les Nouveaux Héros, de Don Hall : Baymax (voix française)
- 2015 : Nos futurs, de Rémi Bezançon : Max
- 2015 : Nous trois ou rien, de Kheiron : Barbe
- 2015 : Rosalie Blum, de Julien Rappeneau : Vincent Machot
- 2015 : Les Dissociés, de Raphaël Descraques, Julien Josselin et Vincent Tirel : le postier
- 2016 : La Folle Histoire de Max et Léon, de Jonathan Barré : Commandant Beaulieu
- 2017 : Au revoir là-haut, d'Albert Dupontel : Dupré
- 2017 : Santa & Cie d'Alain Chabat : le cousin d'Amélie
- 2019 : Mon bébé de Lisa Azuelos : Paul
- 2020 : Adieu les cons d'Albert Dupontel : Le médecin de Lint
- 2020 : Le Discours de Laurent Tirard : Ludo
- 2021 : Les Méchants de Mouloud Achour et Dominique Baumard
- 2022 : Le Visiteur du futur de François Descraques : Boris

### Musique
- 2014 : Monsieur tout le monde, de Bigflo & Oli, clip dont il est le personnage principal.
- 2014 : Il participe à l'écriture des paroles de Kleenex (Dimanche), d'Oldelaf .
- 2015 : Le Bout du tunnel, court-métrage de Mehdi Idir sur la chanson de Grand Corps Malade.
- 2017 : Personne, de Bigflo & Oli, clip dont il est un personnage secondaire.
- 2021 : L'horizon des événements album sorti le 26 novembre 2021 (3e Bureau).
- 2022 : Captain Morgan, de Luther (ou Théobabac), clip dont il est le père du personnage principal.

### Internet
- 2020 : Un Bon Moment, podcast co-animé avec Navo.
- 2022 : Hot Ones, présentateur.

### Publicités
À ses débuts, il a tourné dans plusieurs tutoriels pour l'entreprise d'entretien et de réparation de véhicules, Norauto.

### Doublage
- 2014 : Les Nouveaux Héros (film d'animation) de Don Hall et Chris Williams : Baymax
- 2017 : Calls (série télévisée), épisode 2, de Timothée Hochet : Théo
- 2018 : Sugarland (documentaire) de Damon Gameau : narrateur de la version française
- 2018 : Pomme & Oignon : Falafel
- 2020 : 2040 (documentaire) de Damon Gameau : narrateur de la version française
- 2021 : Flee (documentaire d'animation) de Jonas Poher Rasmussen : Amin.
- 2022 : Flippé, créée par Théo Grosjean, Mothy avec Garance Marillier, Cyprien Iov[25].
- 2022 : Baymax! : Baymax (redoublage pour Disney +)
- 2023 : Il était une fois un studio : Baymax (court métrage)
- 2024 : Garfield : Héros malgré lui : Garfield
- 2024 : Baymax et les Nouveaux Héros (série télé : Baymax (redoublage pour Disney +)

## Publications
- Kyan Khojandi et Bruno Muschio (ill. Boulet), Pulsions : un spectacle graphique, Paris, éditions Albin Michel, 13 mars 2019, 208 p. (ISBN 978-2-226-43833-1).